# Mathematica
Mathematica är ett kommersiellt system av programvara för matematik. Programmet innehåller ett datoralgebrasystem, d.v.s. symbolisk lösning av matematiska problem, numerisk programvara för numerisk lösning av differentialekvationer, ekvationer, integraler o.s.v., ett programspråk, rutiner för grafisk framställning, och "pretty-printing" av matematiska formler. Den första versionen skrevs av Stephen Wolfram 1988 och programmet marknadsförs nu av Wolfram Research.

## Exempel
Följande kommando finner numeriskt en rot till ekvationen ex = x2 + 2, med början i x = -1.
```
 
In[1]:=
 FindRoot[Exp[x] == x^2 + 2, {x, -1}]
 
Out[1]=
 {x → 1.3190736768573652}
```

Följande kommando beräknar integralen av funktionen x2/(x3+1).
```
 
In[2]:=
 Integrate[x^2/(x^3+1), x]
 
Out[2]=
 (1/3)*Log[x^3 + 1]
```